# Triozidae

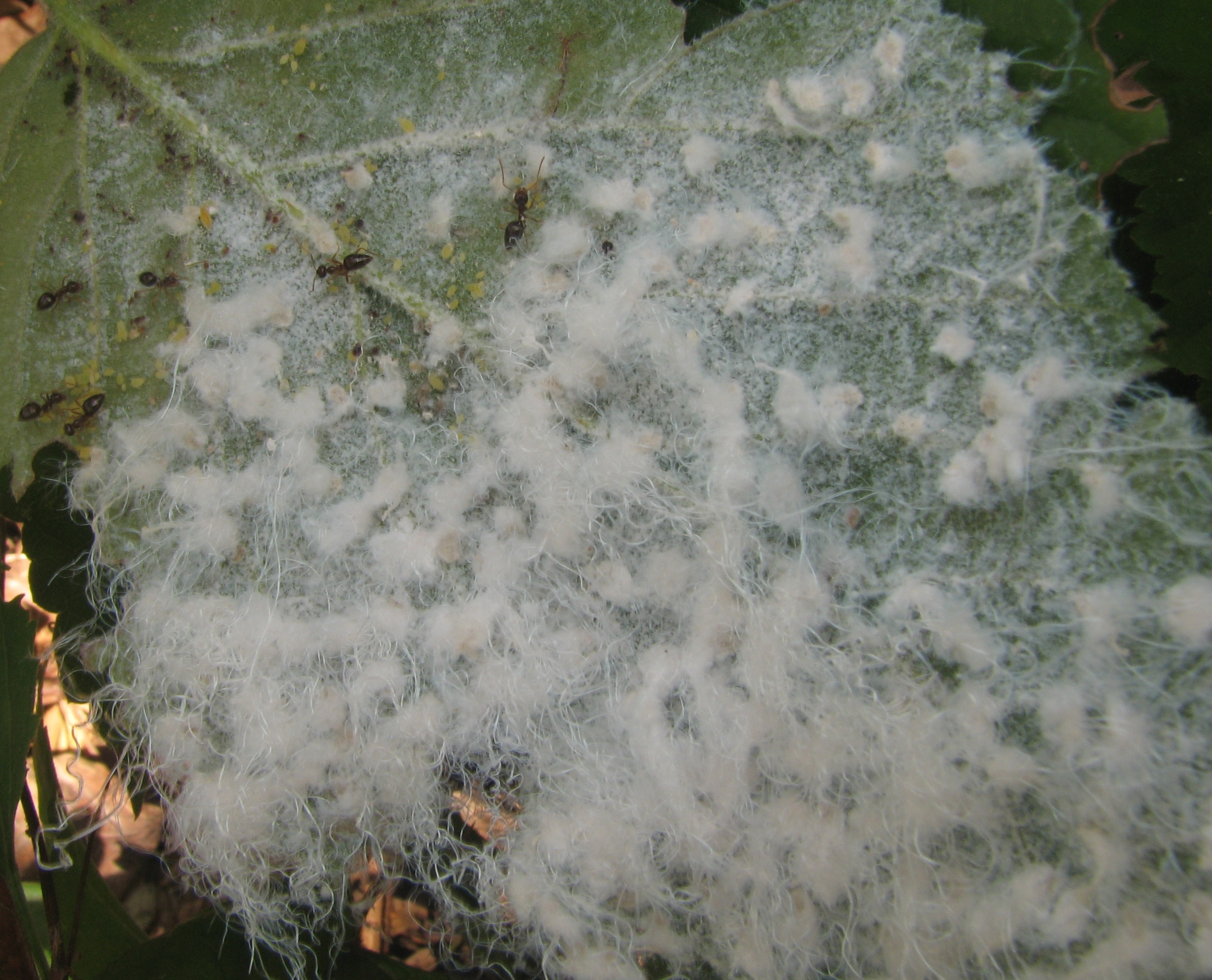
Ninfas de Phylloplecta tripunctata en el envés de una hoja de Rubus

Los triózidos (Triozidae) son una familia de insectos hemípteros del suborden Sternorrhyncha. Anteriormente estaba incluida en la familia  Psyllidae. Contiene 27 géneros; muchas especies son plagas. 

## Géneros
- Aacanthocnema Tuthill & Taylor, 1955
- Acanthocasuarina Taylor, 2011
- Afrotrioza Hollis, 1984
- Anomocephala Tuthill, 1942
- Bactericera
- Calinda
- Casuarinicola
- Cecidotrioza
- Ceropsylla
- Cerotrioza
- Choricymoza
- Chouitrioza
- Crawforda
- Dasymastix
- Dolichotrioza
- Dyspersa
- Egeirotrioza
- Epitrioza
- Eryngiofaga
- Eustenopsylla
- Eutrioza
- Hemischizocranium
- Hemitrioza
- Hevaheva
- Homotrioza
- Izpania
- Kuwayama
- Leptotrioza
- Leptynoptera
- Leuronota
- ?Megatrioza
- Metatrioza
- Neolithus
- Neorhinopsylla
- Neotrioza
- Neotriozella
- Ozotrioza
- Parastenopsylla
- Pauropsylla
- Paurotriozana
- Petalolyma
- Phylloplecta
- Pseudotrioza
- Rhegmoza
- Schedoneolithus
- Schedotrioza
- Stenopsylla
- Swezeyana
- Trichochermes
- Trioza
- Triozoida[1]